# Kehrgerät
Kehrgeräte dienen Schornsteinfegern zum Reinigen von Abgasanlagen (Schornsteine). Die ersten Kehrgeräte bestanden aus Tannen- oder Birkenreisern oder aus Rohr und wurden als Leinenbesen bezeichnet. Die Reiser wurden mittels Kopf- und Herzschlinge mit der Leine verbunden und durch eine Kugel nach unten gezogen. Die Haltbarkeit und Kehrwirkung dieser Kehrgeräte war nur sehr unzureichend. Kehrgeräte wurde im Laufe der Zeit verbessert. Eine Verbesserung war das Kehrgerät aus einem Gasrohrstück mit zwei Stahlscheiben und Muttern als Schlagapparat.

## Anforderungen
Kehrgeräte sollten folgende Mindestanforderungen erfüllen: Der Durchmesser der Kehreinlagen muss 20 mm länger sein als die Diagonale oder der Durchmesser des lichten Schornsteinquerschnitts, er darf diese Länge aber nicht um mehr als 60 mm überschreiten. Die Kehreinlagen sollten so stark sei, dass sie von einer 2 kg schweren Kugel mit Schlag in den Schornstein hineingezogen werden. Eine 2,5 kg schwere Kugel soll das Kehrgerät jedoch ohne Schlag in den Schornstein hineinziehen.